# شهرستان خوجژ
شهرستان خوجژ (به لهستانی: Chodzież Powiat) یک شهرستان در لهستان است که در استان لهستان بزرگ‌تر واقع شده‌است. شهرستان خوجژ ۶۸۰٫۵۸ کیلومتر مربع مساحت و ۴۶٬۹۶۷ نفر جمعیت دارد.